# Immeuble par destination
Un immeuble par destination est un bien meuble rattaché à l'immeuble de manière fixe et dont la séparation de l'immeuble nécessite un descellement, un démontage, une dénaturation des lieux. En France, il est visé en deuxième lieu à l'article 517 du Code Civil.

## Définition
La notion d'immeuble par destination est une fiction juridique qui permet de rattacher un bien à un immeuble, et le rattacher ainsi à son régime juridique. La jurisprudence ou la loi peuvent déterminer quels sont les immeubles par destination.

## Immeuble par destination déterminé par la loi
Plusieurs articles du Code civil déterminent des immeubles par destination. Ainsi, selon l'article 524 de ce Code, « les animaux et les objets que le propriétaire d'un fonds y a placés pour le service et l'exploitation de ce fonds sont immeubles par destination ». Le sont également « les animaux attachés à la culture », « les ustensiles aratoires » ou encore les « pigeons des colombiers » et les « ruches à miel ». « Tous les effets mobiliers que le propriétaire a attachés au fonds à perpétuelle demeure » sont aussi des immeubles par destination.

## Immeuble par destination déterminé par la jurisprudence
Pour la jurisprudence, un bien ne peut être immeuble par destination que si le bien meuble et l'immeuble au service duquel il a été placé appartiennent au même propriétaire.
Seuls les animaux placés par le propriétaire sur son fonds à titre d'accessoires nécessaires à l'exploitation de ce fonds peuvent être considérés comme des immeubles par destination. Pas les autres animaux qui s'y trouvent.